# Wiesław Marszałek
 Wiesław Marszałek  (ur. 9 listopada 1966 w Krotoszynie) – pułkownik dyplomowany Wojska Polskiego; dowódca 9 pułku rozpoznawczego (2010–2014).

## Przebieg służby wojskowej
We wrześniu 1985 podjął studia w Wyższej Szkole Oficerskiej Wojsk Zmechanizowanych we Wrocławiu, które ukończył w 1989 uzyskując dyplom inżyniera – dowódcy. W sierpniu tego roku był promowany przez gen. broni Antoniego Jasińskiego na pierwszy stopień oficerski – podporucznika. W październiku 1989 rozpoczął służbę w Kołobrzegu w 32 pułku zmechanizowanym, w 1990 w 5 batalionie rozpoznawczym na stanowisku dowódcy plutonu rozpoznawczego 8 Dywizji Zmechanizowanej. W 1994 został skierowany do Żagania, gdzie był na stanowisku dowódcy plutonu rozpoznawczego, a następnie został wyznaczony na dowódcę kompanii rozpoznawczej w 34 Brygadzie Kawalerii Pancernej. W 1995 został skierowany na studia w Akademii Obrony Narodowej. W 1998 powrócił do pełnienia dalszej służby w 34 BKPanc.
W marcu 2002 objął funkcję szefa sekcji operacyjnej Wydziału Operacyjnego G-3 11 Dywizji Kawalerii Pancernej w Żaganiu. W 2004 został wyznaczony na stanowisko szefa sztabu 34 Brygady Kawalerii Pancernej. W latach 2004–2005 uczestniczył w misji w Iraku, po czym powrócił do wykonywania obowiązków szefa sztabu w 34 BKPanc. W 2007 przyjął stanowisko szefa Wydziału Rozpoznania i Walki elektronicznej G-2 11 Dywizji Kawalerii Pancernej. W 2008 ukończył podyplomowe studia na Uniwersytecie Zielonogórskim. 22 lutego 2010 został dowódcą 10 batalionu rozpoznawczego. 4 października 2010 w obecności dowódcy Wojsk Lądowych gen. broni Zbigniewa Głowienki objął dowodzenie 9 pułkiem rozpoznawczym, a zarazem sprawowania obowiązków dowódcy garnizonu Lidzbark Warmiński. 
W maju 2013 był współorganizatorem ćwiczenia taktyczno-specjalnego z wojskami pk. „DELTA-13” na obiektach Centrum Szkolenia Wojsk Lądowych Drawsko, gdzie uczestniczyły pododdziały rozpoznawcze z kilku jednostek. W listopadzie 2013 był organizatorem ćwiczenia certyfikacyjnego pk. „SOKÓŁ 13” pododdziałów dalekiego rozpoznania 9 Warmińskiego Pułku Rozpoznawczego na obiektach OSPWL Orzysz oraz organizator ćwiczenia pk. „JASTRZĄB 13”. 31 marca 2014  w Lidzbarku Warmińskim w obecności inspektora Rodzajów Wojsk gen. bryg. Michała Sikory przekazał stanowisko dowódcy 9 pułku rozpoznawczego dla płka Tomasza Łyska.
W kwietniu 2014 został skierowany do Żagania, gdzie pełnił dalszą służbę w 34 Brygadzie Kawalerii Pancernej na stanowisku zastępcy dowódcy brygady. 7 października 2015 został pożegnany przez dowódcę 34 Brygady Kawalerii Pancernej płka Krzysztofa Pokropowicza i na podstawie rozkazu personalnego Ministra Obrony Narodowej dalszą służbę rozpoczął na stanowisku szefa oddziału w Zarządzie Rozpoznania i Walki Elektronicznej w Dowództwie Generalnym Rodzajów Sił Zbrojnych w Warszawie. 22 kwietnia 2016 brał udział w obchodach jubileuszu 50-lecia powstania 9 Warmińskiego pułku rozpoznawczego. 28 kwietnia 2017 podczas uroczystego apelu z okazji Dnia Flagi oraz Święta Konstytucji 3 Maja został w 34 Brygadzie Kawalerii Pancernej pożegnany w związku z zakończeniem służby wojskowej i po ponad 31 latach przeszedł do rezerwy. W rezerwie udziela się w Stowarzyszeniu Tradycji 34 Brygady Kawalerii Pancernej, którego jest wiceprezesem oraz koordynator i prezes grupy „Morsów” z Żagania, zawodowo pracuje w Świętoszowie w 43 Wojskowym Oddziale Gospodarczym.

## Awanse[16][1]
- podporucznik – 1989
- porucznik – 1992
- kapitan – 1996
- major – 2001
- podpułkownik – 2004
- pułkownik – 2010

## Ordery, odznaczenia i wyróżnienia
- Brązowy Krzyż Zasługi – 2003[17]
- Gwiazda Iraku
- Złoty Krzyż Honorowy Związku Piłsudczyków RP – 2012[18]
- Odznaka pamiątkowa  9 pułku rozpoznawczego – 2010 (ex officio)
- Odznaka pamiątkowa  34 Brygady Kawalerii Pancernej – 2017[19]
- Odznaka Skoczka Spadochronowego Wojsk Powietrznodesantowych – 1987
- Wojskowa Odznaka Sprawności Fizycznej I stopnia – 1989

i inne

## Garnizony w przebiegu służby
W ponad 31 letniej służbie wojskowej był w garnizonach:
1. Wrocław (1985–1989) ↘
2. Kołobrzeg (1989–1994) → Żagań (1994–1995) ↘
3. Warszawa (1995–1998) ↘
4. Żagań (1998–2002) → Żagań (2002–2004) ↘
5. PKW Irak → (2004–2005) ↘
6. Żagań (2005–2010) ↘
7. Lidzbark Warmiński (2010–2014) ↘
8. Żagań (2014–2015) ↘
9. Warszawa (2015–2016) ↘
10. Żagań (2016–2017)